# Лі Джеймс (важкоатлет)
Лі Джеймс (англ. Lee James; 31 жовтня 1953 — 11 лютого 2023) — американський важкоатлет.
Срібний призер Олімпійських Ігор 1976 року в категорії до 90 кг.